# Lindi
Lindi es una ciudad de Tanzania, capital de la región homónima en el sureste del país. Dentro de la región, forma una subdivisión equiparada a un valiato.
En 2012, la ciudad tenía una población total de 78 841 habitantes.
Se ubica sobre la costa del Océano Índico, en la desembocadura del río Lukuledi, que forma aquí la bahía de Lindi. Por carretera, está situada unos 350 km al sur de Dar es-Salam, sobre la carretera B2 que lleva a Mtwara.
La localidad se ha desarrollado históricamente como puerto marítimo, originalmente dedicado a la exportación de sisal.

## Subdivisiones
El territorio de la ciudad se divide en las siguientes 18 katas:
- Chikonji
- Jamhuri
- Makonde
- Matopeni
- Mbanja
- Mikumbi
- Mingoyo
- Mitandi
- Msanjihili
- Mtanda
- Mwenge
- Nachingwea
- Ndoro
- Ng'apa
- Rahaleo
- Rasbura
- Tandangongoro
- Wailes